# Exoneura diversipes
Exoneura diversipes är en biart som beskrevs av Cockerell 1922. Exoneura diversipes ingår i släktet Exoneura och familjen långtungebin. Inga underarter finns listade i Catalogue of Life.